# Комаров, Владимир Михайлович
Влади́мир Миха́йлович Комаро́в (16 марта 1927, Москва — 24 апреля 1967, Оренбургская область) — советский лётчик-космонавт № 7, дважды Герой Советского Союза (второй раз звание присвоено посмертно), инженер-полковник ВВС СССР. Военный лётчик 1-го класса, космонавт 3-го класса.
Командир первого в мире экипажа космического корабля, причём сразу состоявшего из трёх человек. Дважды летал на первых кораблях нового типа: трёхместном «Восходе-1» (12—13 октября 1964, совместно с Константином Феоктистовым и Борисом Егоровым) и одноместном «Союзе-1» (23—24 апреля 1967). Первый советский космонавт, побывавший в космосе дважды. Первый космонавт, погибший в ходе полёта.

## Биография

### Деятельность до зачисления в отряд космонавтов
Родился 16 марта 1927 года в Москве. В 1935—1943 годах учился в школе № 235,(старое здание) в Москве, затем поступил в 1-ю Московскую спецшколу ВВС, которую окончил в июле 1945 года. С 18 июля 1945 года стал курсантом Сасовской авиационной школы первоначального обучения, а в сентябре того же года — курсантом Борисоглебского военного авиационного училища лётчиков.
В июле 1946 года был переведён в Батайское военное авиационное училище имени А. К. Серова, после окончания которого в 1949 году начал службу лётчиком-истребителем в 382-м истребительном авиационном полку 42-й истребительной авиационной дивизии ВВС Северо-Кавказского военного округа, базировавшемся в Грозном (28 ноября 1951 года назначен на должность старшего лётчика). Там познакомился со школьной учительницей Валентиной Киселёвой, которая вскоре стала его женой.
С 1952 года член КПСС.
27 октября 1952 года был переведён в город Мукачево Закарпатской области на должность старшего лётчика в 486-й истребительный авиаполк 279-й истребительной авиационной дивизии 57-й воздушной армии, где служил до августа 1954 года.
В августе 1954 года поступил и в 1959 году успешно окончил 1-й факультет (авиавооружения) Военно-воздушной академии имени Н. Е. Жуковского и был распределён в Государственный Краснознамённый НИИ ВВС, где с 3 сентября 1959 года на должностях помощника ведущего инженера и испытателя 3-го отделения 5-го отдела занимался испытаниями новых образцов авиационной техники. Именно здесь, в ГКНИИ ВВС, комиссия по отбору в первый отряд космонавтов предложила ему новую секретную испытательную работу.

### Служба в отряде космонавтов
После прохождения медицинской комиссии 7 марта 1960 года был зачислен в отряд космонавтов (группа ВВС № 1).
С марта 1960 по март 1961 года проходил общекосмическую подготовку. По её окончании, сдав выпускные экзамены (3 апреля 1961), 5 апреля был официально назначен космонавтом отдела космонавтов Центра подготовки космонавтов (ЦПК), после чего начал подготовку к полёту на космических кораблях «Восток» и «Восход».
В июне 1962 года заменил Григория Нелюбова, отстранённого от подготовки, в качестве дублёра пилота КК «Восток-4». 12 августа 1962 года был дублёром пилота КК «Восток-4» Павла Поповича.
С сентября 1962 года готовился к длительному групповому полёту (планировалось 10 суток) в качестве дублёра пилота КК «Восток-5» (полёт был отменён), однако в мае 1963 года по состоянию здоровья был временно отстранён от подготовки.
С июня по сентябрь 1964 года проходил подготовку в качестве командира экипажа КК «Восход» в группе (с июля 1964 — в экипаже с Константином Феоктистовым и Алексеем Сорокиным, позже А. Сорокина заменил Борис Егоров). 9 октября 1964 года решением Госкомиссии назначен командиром основного экипажа «Восхода-1».

### Первый полёт
Свой первый космический полёт совершил 12—13 октября 1964 года на борту космического корабля «Восход-1» вместе с космонавтами К. П. Феоктистовым и Б. Б. Егоровым (позывной экипажа — «Рубин»). Это был первый в мире полёт многоместного космического корабля. Впервые в составе экипажа были не только лётчик, но также инженер и врач. Впервые в истории экипаж совершал полёт без катапульт и скафандров (из-за тесноты в кабине). Впервые была применена система мягкой посадки.

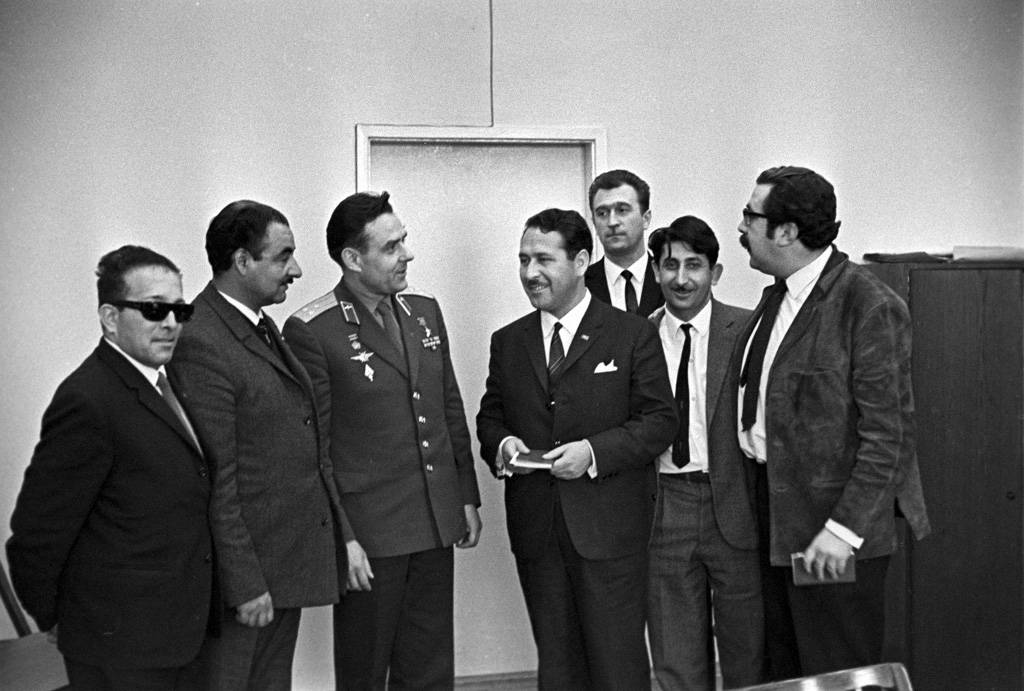
Встреча с чилийскими журналистами, 1966 год.

Итоговая длительность полёта составила 24 часа 17 минут 3 секунды, за это время корабль совершил 16 витков вокруг Земли.
За успешное выполнение полёта экипажу было присвоено звание Героев Советского Союза со вручением ордена Ленина и медали «Золотая Звезда».
15 октября ему была присвоена квалификация «космонавт 3-го класса», а 23 января 1965 года — «инструктор-космонавт».
С сентября 1965 года проходил подготовку в качестве командира активного корабля «Союз-1» по программе «Стыковка». С 14 марта 1966 года — начальник 3-го отдела, старший инструктор-космонавт.
В марте 1966 года был делегатом XXIII съезда КПСС, в мае — делегатом XV съезда ВЛКСМ.

### Второй полёт
В августе 1966 года было принято решение, что В. М. Комаров будет пилотировать «Союз-1». Его дублёром был назначен Юрий Гагарин.
Программой полёта предусматривалась стыковка с КК «Союз-2» (экипаж — Валерий Быковский, Алексей Елисеев и Евгений Хрунов), переход А. Елисеева и Е. Хрунова в КК «Союз-1» через открытый космос и посадка «Союза-1» с новым экипажем из трёх человек.
«Союз-1» стартовал 23 апреля 1967 года. Полёт проходил с многочисленными нештатными ситуациями и неполадками оборудования. После нераскрытия одной из панелей солнечных батарей «Союза-1» запуск «Союза-2» был отменён, а В. Комарову было приказано совершить досрочную посадку.
На конечном этапе спуска корабля на Землю 24 апреля 1967 года отказала парашютная система, не вышел основной парашют, а стропы запасного парашюта скрутились из-за вращения спускаемого аппарата. На большой скорости спускаемый аппарат врезался в землю в степной пустынной местности в Адамовском районе Оренбургской области, полностью разрушился и загорелся.
Продолжительность полёта составила 26 часов 47 минут 52 секунды.
В заявлении ТАСС, опубликованном на следующий день, говорилось:

23 апреля 1967 года в Советском Союзе был выведен с целью лётных испытаний на орбиту Земли новый космический корабль «Союз-1», пилотируемый лётчиком-космонавтом СССР Героем Советского Союза инженер-полковником Комаровым Владимиром Михайловичем.
В течение испытательного полёта, продолжавшегося более суток, В. М. Комаровым была полностью выполнена намеченная программа отработки систем нового корабля, а также проведены запланированные научные эксперименты. При полёте лётчик-космонавт В. М. Комаров совершал маневрирование корабля, проводил испытания основных его систем на различных режимах и давал квалифицированную оценку технических характеристик нового космического корабля.
24 апреля, когда программа испытаний была окончена, ему было предложено прекратить полёт и совершить посадку. После осуществления всех операций, связанных с переходом на режим посадки, корабль благополучно прошёл наиболее трудный и ответственный участок торможения в плотных слоях атмосферы и полностью погасил первую космическую скорость.
Однако при открытии основного купола парашюта на семикилометровой высоте, по предварительным данным, в результате скручивания строп парашюта космический корабль снижался с большой скоростью, что явилось причиной гибели В. М. Комарова. Безвременная гибель выдающегося космонавта инженера-испытателя космических кораблей Владимира Михайловича Комарова является тяжёлой утратой для всего советского народа.— ТАСС. 25 апреля 1967 г.

## Статистика полётов
Статистика
| # | Стартовый корабль | Старт, UTC        | Экспедиция | Корабль посадки | Посадка, UTC      | Налёт                      | Выходы в открытый космос | Время в открытом космосе |
| - | ----------------- | ----------------- | ---------- | --------------- | ----------------- | -------------------------- | ------------------------ | ------------------------ |
| 1 | Восход-1          | 12.10.1964, 07:30 | Восход-1   | Восход-1        | 13.10.1964, 07:47 | 01 сутки 00 часов 17 минут | 0                        | 0                        |
| 2 | Союз-1            | 23.04.1967, 00:35 | Союз-1     | Союз-1          | 24.04.1967, 03:22 | 01 сутки 02 часа 47 минут  | 0                        | 0                        |
|   |                   |                   |            |                 |                   | 02 суток 03 часа 04 минуты | 0                        | 0                        |

## Семья

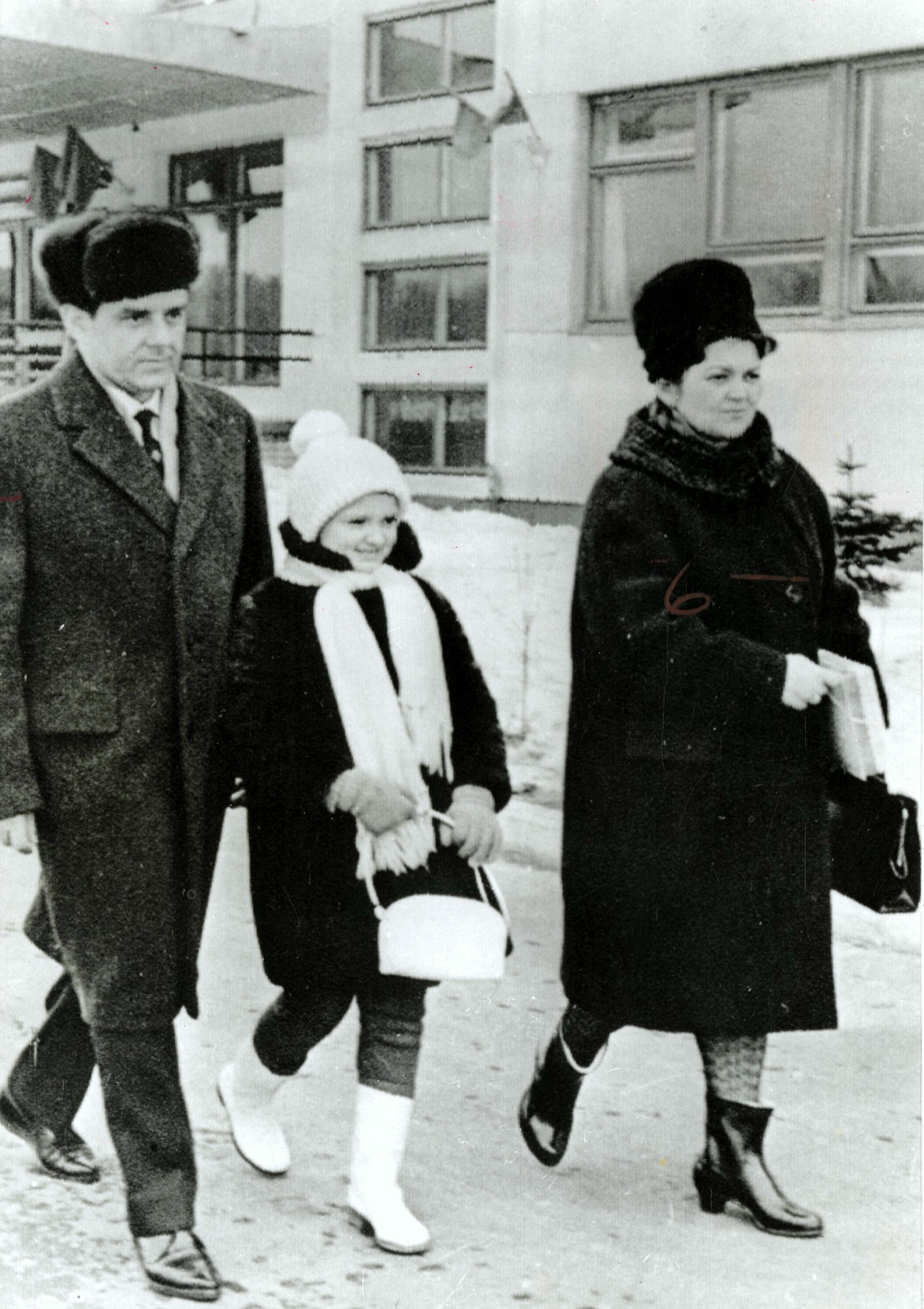
Комаров с женой и дочерью

Отец — Михаил Яковлевич Комаров (1901—?), участник Великой Отечественной войны, работал дворником.
Мать — Ксения Игнатьевна Сигалаева (1895 — 30.05.1949).
Сестра по матери — Матильда Алексеевна Сигалаева (1915 г. р.).
Жена — Валентина Яковлевна Комарова (Киселёва) (2.09.1929 — 25.08.1995), историк-филолог, библиотекарь.
- Сын — Евгений Владимирович Комаров (род. 21.07.1951), закончил физмат МГУ и Академию внешней торговли[9].
- Дочь — Ирина Владимировна Комарова (род. 10.12.1958), военный переводчик, прослужила в армии 21 год, майор запаса[9].
  - Внук — Владимир Михайлович Комаров[9]

## Награды
- Две медали «Золотая Звезда» Героя Советского Союза (19 октября 1964, 24 апреля 1967 (посмертно)[10].
- Орден Ленина (19 октября 1964)
- Орден Красной Звезды (1961)
- Медаль «За боевые заслуги» (1956)
- Медаль «За освоение целинных земель» (1964)
- 5 юбилейных медалей
- Медаль «Золотая Звезда» Героя Труда ДРВ (1964)
- Золотая медаль имени К. Э. Циолковского АН СССР
- Международный комитет по аэронавтике и космическим полётам отметил подвиг космонавта орденом «Роза ветров» с бриллиантами.

## Классность
- Военный лётчик 3-го класса
- С 17 января 1962 — инструктор парашютно-десантной подготовки ВВС
- С 12 октября 1964 года — военный лётчик 1-го класса
- С 15 октября 1964 года — космонавт 3-го класса

## Воинские звания
- 10 декабря 1949 года — лейтенант
- 17 мая 1952 года — старший лейтенант
- 3 сентября 1959 года — инженер-капитан
- 11 января 1964 года — инженер-подполковник
- 12 октября 1964 года — инженер-полковник

## Другие звания
- Заслуженный мастер спорта СССР (1964)
- Почётный охотник Башкирской АССР (январь 1966)[11]

## Почётный гражданин
Почётный гражданин городов:
- Грозный
- Калуга
- Батайск[12]
- Байконур (1977, посмертно)
- Нантер

## Память

Портрет В. М. Комарова, Парк покорителей космоса им. Юрия Гагарина

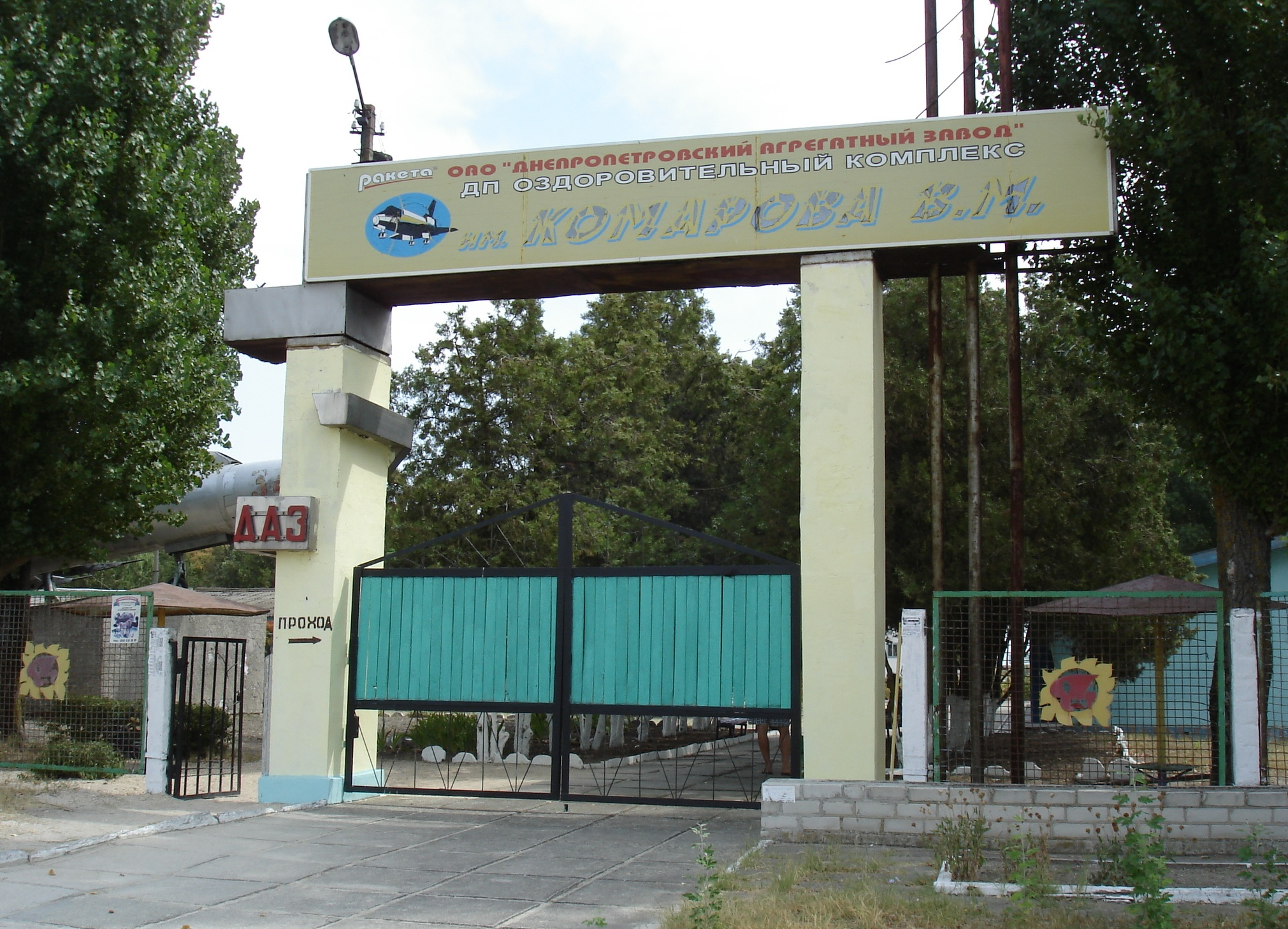
Оздоровительный комплекс им. Комарова В. М., Арабатская стрелка.

Информационная табличка в Ростове-на-Дону

### Памятник, скульптура
- Бронзовый бюст установлен на родине в Москве.
- Бронзовый бюст установлен на улице Комарова в подмосковном Щёлкове.
- Памятник в Нижнем Новгороде на улице Комарова.
- Бюст у московской школы № 2107, где учился Герой[13].
- Беломраморный бюст установлен во втором корпусе школы № 2 в Ишимбае[14]
- Первый обелиск был установлен 11 июня 1967 года группой военнослужащих 13-й ракетной дивизии РВСН.
- Барельеф-портрет Комарова установлен в Парке покорителей космоса им. Юрия Гагарина, открытом 9 апреля 2021 г.
- На месте гибели Комарова в степи под Орском в Оренбургской области (координаты 51°21′41″ с. ш. 59°33′44″ в. д.HGЯO), вблизи села Карабутак Адамовского района был сооружён памятник[15][16].

### Иное
- Прах Владимира Комарова после кремации захоронен в урне в Кремлёвской стене на Красной площади в Москве 26 апреля 1967 года.

### Именем В. Комарова названы
- Гора Комарова в Антарктиде на Земле Мак-Робертсона (координаты: 70°49′ ю. ш. 66°19′ в. д.HGЯO), изучалась и отмечена на карте САЭ в 1972—1973 гг.[17].
- Ейский высший военный авиационный институт.
- Научно-исследовательское судно «Космонавт Владимир Комаров».
- Населённые пункты, в частности посёлок (ЗАТО) Комаровский Оренбургской области.
- Улицы, проспекты и площади в Архангельске, Астрахани, Байконуре, Балаково, Брянске, Волоколамске, Воронеже, Гомеле, Гродно, Дедовске, Днепре, Добруше[18], Долгопрудном, Ейске, Железногорске, Запорожье, Звенигороде, Зыряновске, Ишимбае, Казани, Калуге, Касимове, , Керчи, Коростене, Краснокамске, Красноярске, Краснодаре, Курске (площадь и улица), Липецке, Лисках, Луганске, Львове, Магнитогорске, Междуреченске, Москве, Мысках, Мытищах, Набережных Челнах, Нижнем Новгороде, Новотроицке, Нягани, Обнинске, Одессе, Омске, Орске, Павлограде, Пятигорске, Ростове-на-Дону, Сатпаеве, Скопине, Сызрани, Твери, Тирасполе, Туймазах, Умани, Улан-Удэ, Усть-Ордынском, Уфе, Херсоне, Челябинске, Скопье (Северная Македония), Стерлитамаке, Череповце, Чернигове (Улица Комарова), Черновцах, Чугуеве, Чугуевке, Шелехове, Щёлково, Саранске, Сызрани, Сыктывкаре, Каневской, Эртиле и многих других населённых пунктах.
- В городе Луганске есть кварталы имени космонавтов Юрия Гагарина, Владимира Комарова и Владислава Волкова.
- Школы: физико-математическая школа № 199 в Тбилиси, средняя школа на территории Звёздного городка, средняя школа в ЗАТО Комаровский, средняя школа № 2107 в Москве[13], средняя школа № 91 (сегодня лингвистическая гимназия № 91) в Уфе и другие. Средняя школа № 6 города Сухум в Абхазии носит имя В. М. Комарова; во дворе школы установлен его бюст[19]. Средняя школа № 18 города Фрунзе (ныне Бишкек) до 1993 года носила имя В. М. Комарова, а также существовал школьный музей космонавтики.
- Пионерские лагеря в Санаторном и на Арабатской стрелке (Крым), в Ташкентской области (Узбекистан), имя Комарова носит лагерь «Лазурный» Международного детского центра «Артек»[20];
- Дворцы детского и юношеского творчества в Уфе и Снежинске (Челябинская область).
- Экспериментальный отряд юных космонавтов в Запорожье (его выпускником был Олег Скрипочка — космонавт-испытатель, Герой Российской Федерации).
- Самолёт «Аэрофлота» А320[21].
- Астероид (1836) Комаров (Komarov).
- Кратер Комаров на Луне.
- Минерал комаровит[кат.][22].
- В городе Велико-Тырново (Болгария) в его честь названа школа.
- Американские астронавты, побывавшие на Луне, оставили там памятные медали с изображением людей, отдавших жизнь освоению космоса — Владимира Комарова, Юрия Гагарина, Вирджила Гриссома, Эдварда Уайта и Роджера Чаффи[23].
- Увековечен в скульптурной композиции «Павший астронавт» — первой и пока единственной художественной инсталляции на Луне.
- В 1971 году 3-й истребительной эскадрилье[нем.] Национальной народной армии ГДР, базировавшейся в Прешене, присвоили имя Владимира Комарова. В 1990 году, после расформирования армии ГДР и перехода эскадрильи в Бундесвер, она утратила его имя.
- Именами Владимира Комарова, Георгия Добровольского, Владислава Волкова и Виктора Пацаева названы четыре планеты в популярной компьютерной игре Mass Effect 2 (система Память скопления Центр Аида).
- В честь Владимира Комарова названа американская постметал группа Komarov. Свой альбом «Soyuz-1» (2010) они назвали именем космического корабля, на котором погиб космонавт.
- Улица Комаровштрассе (нем. Komarowstraße) в Лейпциге, Шверине и Цвиккау; угол Владимира Комарова (нем. Wladimir-Komarow-Eck) во Франкфурте-на-Одере.
- Одна из улиц коммуны Венисье в составе Лионской метрополии в 1967 году была названа в честь Владимира Комарова.
- В 2006 году Берлинский симфонический оркестр в рамках проекта «Ad astra» заказал академическим композиторам разных стран произведения для этой программы. Австралийский композитор Дин Бретт написал произведение Komarov’s fall, посвящённое Владимиру Комарову[24].
- Его имя носит улица в Скопье (Северная Македония).

### В филателии и нумизматике

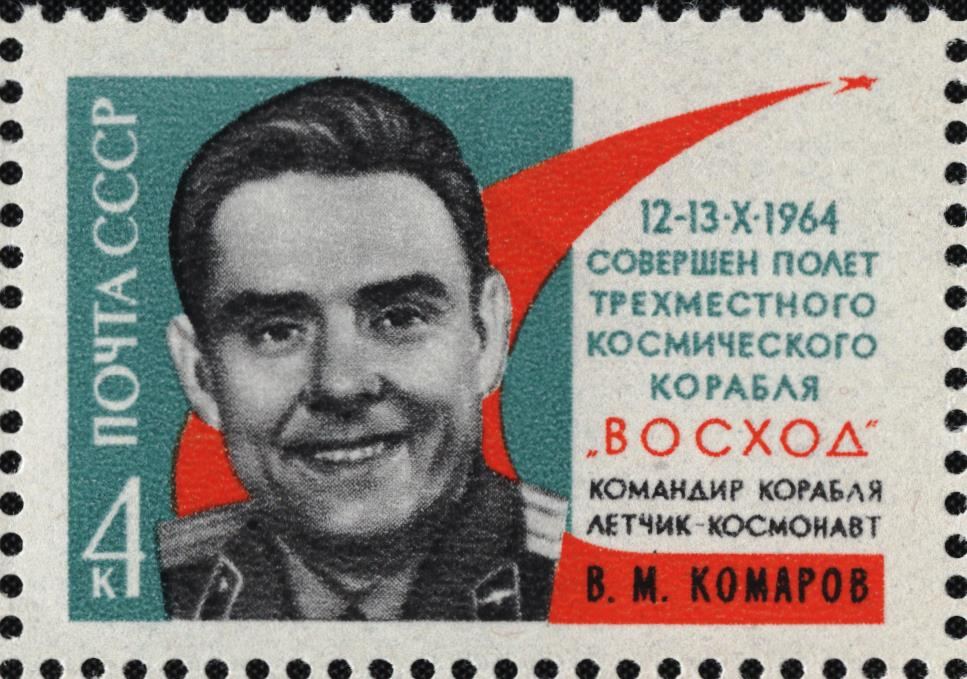
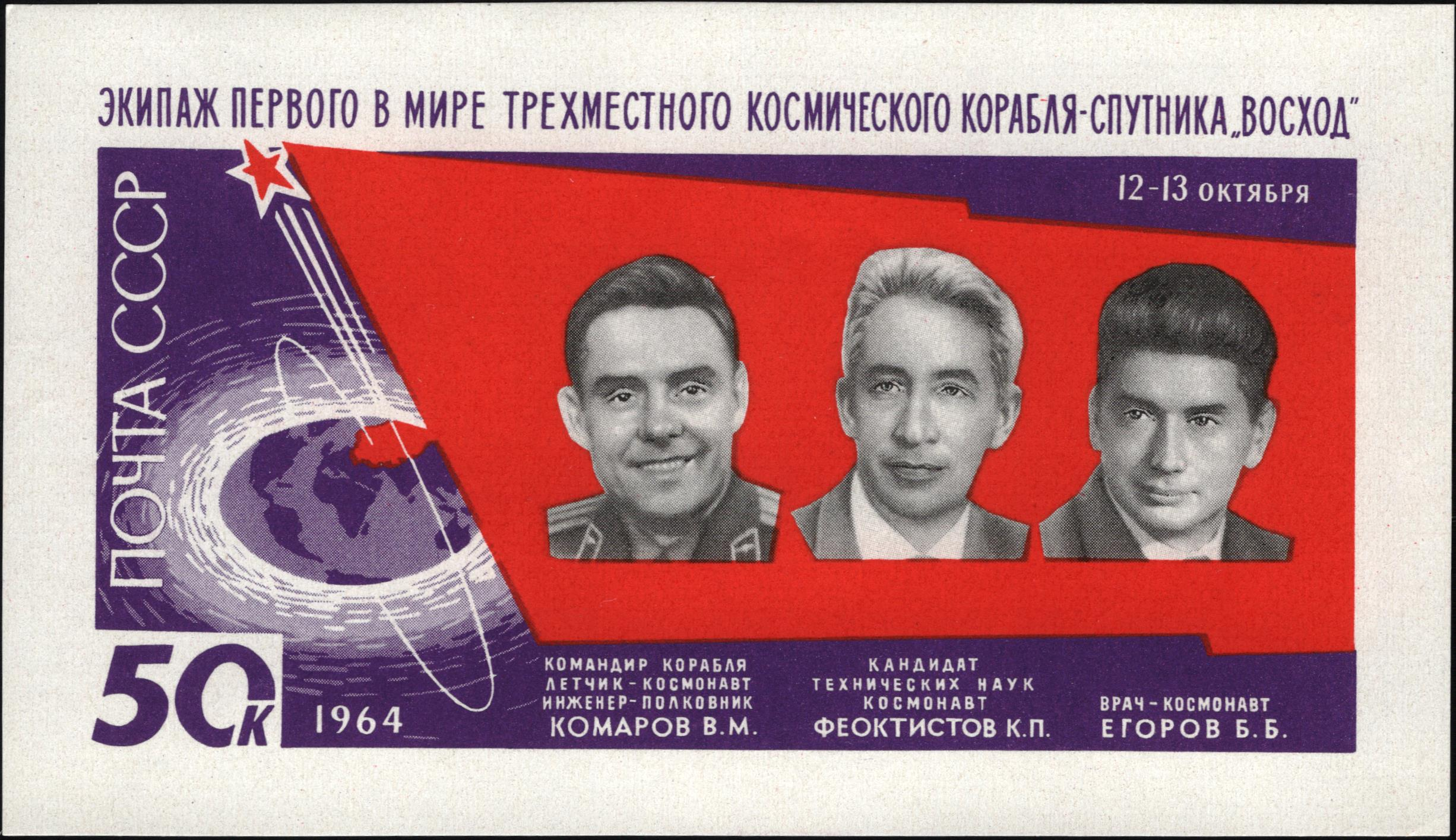
Почтовая марка СССР, 1964 год.

Кроме того, выпущена почтовая марка Почты СССР «Научно-исследовательское судно „Владимир Комаров“».

Владимиру Комарову посвящена серебряная монета Либерии. Либерия 20 долларов 2001, Союз 1 Комаров. 

### В кинематографии
- «Москва встречает богатырей-космонавтов» — СССР, ЦСДФ, 1964.
- «Трое в космосе» — СССР, 1964.
- «В космосе «Восход»» — СССР, Центрнаучфильм, 1965.
- «Космос. Первая кровь» — Россия, Первый канал, 2006. Фильм основан на документальных фактах о последнем космическом полёте Комарова. В фильме впервые звучит полная звукозапись переговоров В. Комарова с ЦУПом перед трагическим спуском.
- «Гибель космонавта» — Россия, ТРК «Петербург — 5 канал», 2009.
- «Наш космос» — Россия, 5-я серия, «Умереть молодым» телесериала НТВ, 2011.
- Персонаж фантастического сериала «Миссии» — Франция, 2017. В роли — Арбен Байрактарай.